# CLNS
CLNS は開放型システム間相互接続 (OSI) のネットワーク層サービスの一種。Connection Less Network Service の略。

## 概要
データ転送を行う前にコネクションを確立する必要がない。（コネクションレス型通信）
CLNS はメッセージの経路を送信先のNSAPアドレスで個別に指定する。
OSIプロトコルにおいて、CLNS は CLNP (Connection Less Network Protocol) が提供し、TP4 (Transport Protocol Class 4) が利用する。CLNP はインターネットでは使われていないが、その機能はIPが代替している。CLNP は通信事業者のネットワークでは今もよく使われており、CLNP を使う新たなシステムも生産されている。
CLNP はルーティングに（DECが開発した）IS-ISを利用する。CLNP のパケットの種類を示す値は 1 と 28 がある。1 はエラーリポートを示す。それ以外のパケットは全て 28 (0x1c) である（TP4など）。CLNP には IP のようなプロトコルを識別するフィールドがない。NSAPアドレスのNSELフィールドを使って、適当なプロトコルハンドラにフォワードする。IP ではパケット（OSI用語ではPDU）処理でエラーを検出すると、エラーパケット (ICMP) を送信元に送る。CLNP では Error Report Requested というフラグが立っている場合だけエラーリポートを送る。CLNPヘッダでは、メッセージを32ビット境界にパディングする必要がない。CLNPヘッダは最大254オクテットになる。
CLNP では全体長とセグメント長を別々のフィールドで保持するため、再組み立てが容易である。
CLNP の規格は ISO 8473、TP4 の規格は ISO 8073 にある。

## CLNSを提供するプロトコル
CLNSサービスを提供する通信プロトコルは以下の通り。
- CLNP (ITU-T Recommendation X.233) は、コネクションレスモードのネットワークサービスを提供する公衆データ網プロトコル
- SCCP（Signalling Connection Control Part、ITU-T 勧告 Q.711）は、No.7共通線信号方式 にて定義されているプロトコルの1つで、コネクションレスモードのネットワークサービスを提供する。
- Internet Protocol と User Datagram Protocol もコネクションレスモードのネットワークサービスを提供する。